# 자원배분
자원배분 또는 자원 할당(resource allocation)은 경제학에서 이용 가능한 자원을 다양한 용도에 할당하는 것이다. 전체 경제의 맥락에서 자원은 시장 (경제학)이나 계획 등 다양한 수단을 통해 할당될 수 있다.
프로젝트 관리에서 자원 할당 또는 자원 관리는 자원 가용성과 프로젝트 시간을 모두 고려하면서 활동 및 해당 활동에 필요한 자원을 계획하는 것이다.

## 경제학
경제학에서 공공재정 분야는 미시경제적 안정, 소득과 부의 분배, 자원배분이라는 세 가지 광범위한 영역을 다룬다. 자원 배분에 대한 연구의 대부분은 자원 배분의 특정 메커니즘이 파레토 효율적인 결과로 이어지는 조건을 찾는 데 할애된다. 즉, 어떤 당사자의 상황도 다른 당사자의 상황을 해치지 않고는 개선될 수 없다.

## 같이 보기
- 문제 해결
- 부정부패
- 획득 가치 관리
- 공평한 분할
- 프로젝트 관리